# Церква Святої великомучениці Параскеви П'ятниці (Передмірка)
Церква Святої Великомучениці Параскеви в Передмірці (Тернопільська область) побудована на кошти мирян  в 1744 році. 

## Історія
В 1855 році її перебудували на пожертву графа Мнішека. Посильну участь у цьому взяли і селяни-прихожани. 
1868 р. - храм покрили бляхою. 
1869 р. – пофарбували та позолотили іконостас.
1878 р. - до церкви добудували дерев'яну дзвіницю.
Утвар у храмі добротна. Дані метричних книг зберігаються з 1805 року. Опис церковного майна зроблено в 1868 році, а "испов. въдомости" з 1832 р.
Там був дерев'яний ручної роботи хрест.  Церква була парафіяльною. Сьогодні пам'ятка архітектури місцевого значення в користуванні православної громади київського патріархату.
Розташована при дорозі в центрі Передмірки, біля забудови. Церква хрещата в плані на кам'яному фундаменті, має виразний силует. Ймовірно, з півночі та півдня до бічних рамен нави з обидвох сторін є прибудови. Тепер зовнішні стіни церкви оббиті пластиковою вагонкою, більшість вікон також замінили пластиковими. Світловий восьмерик нави завершує дзвонястої форми баня, увінчана ліхтарем з маківкою.
Специфічне завершення має дзвіниця - з її чотирисхилого даху ніби виростає грушеподібний верх, увінчаний так же, як нави. Обидва верхи з маківками перекриті блискучою бляхою. На прицерковній території збереглася маленька дерев'яна каплиця, стіни якої, як і церкви, під штучним матеріалом.
Сьогодні (2011р.) передмірчани пишаються новим великим храмом, який збудований у вигляді хреста. Навіть в роки боротьби СРСР проти церкви його не зачинили, й він продовжував діяти для прихожан із Снігурівки, Великих Кусковець та інших довколишніх сіл, де на той  час церкви не діяли. Передмірська парафія з 1992 року належить до Української Православної церкви Київського  патріархату.
Настоятелями церкви були: о. У. Білецький, о. П. Сімора, о.І. Огороднік, о. В. Трач, о. С.Кібош.